# Gaietà Renom i Garcia
Gaietà Renom i Garcia (Barcelona, 3 d'octubre del 1913 – 30 de novembre del 1997) fou un tenor català.
Començà la carrera formant part de l'escolania de Sant Felip Neri de Gràcia i després va entrar al cor de tenors de l'Orfeó Català, on va cantar durant més de 50 anys, 25 dels quals com a tenor solista d'aquesta formació. El tenor va formar part també del Quartet Vocal Orpheus. Tenia una veu fàcil i una excel·lent dicció que el van dur a interpretar, sota la batuta del mestre Lluís Maria Millet, molts dels grans oratoris, misses i concerts de clàssics europeus, traduïts al català. Va enregistrar més de 200 cançons i sardanes de compositors i poetes catalans. Enregistrà (tot i que amb el nom castellanitzat: Cayetano Renom) dos EP els anys 1964 i 1966, amb cançons diverses com L'emigrant, Romanç de Santa Llúcia o Abril, i un altre, també el 1964, amb quatre temes d'Apel·les Mestres.

## Biografia
Gaietà Renom i Garcia nasqué el 3 d'octubre de 1913 a la Ciutat Vella de Barcelona. Ben aviat, però, la família es va traslladar a Gràcia, on Renom estudià al col·legi de La Salle i on va passar tota la infància i joventut. Va estudiar comerç i més tard va començar a treballar d'administratiu a l'Escorxador Municipal de Barcelona.
En començar la guerra civil fou empresonat al Castell de Montjuïc pel fort compromís que havia tingut amb la Federació de Joves Cristians de Catalunya. Republicà i catalanista, es va salvar de l'afusellament perquè el fill d'un veí del barri era comissari de la presó i en va demanar l'absolució: “Quan va saber que en Tano era a la presó va quedar paradíssim. Com podia ser que haguessin empresonat en Tano que era tan catalanista?”. Posteriorment, fou mobilitzat per anar al front, tot i que mai no va entrar en combat. Acabada la guerra, fou empresonat per les tropes franquistes i traslladat a un camp de concentració a França i després a un altre a Guipúscoa. Després, va haver de fer el servei militar, del qual s'havia salvat abans, a Vitòria.
Finalment va poder tornar a Barcelona i va casar-se l'any 1940 amb Carme Vallbona, amiga del barri de tota la vida i amb qui festejava des de l'any 36. El matrimoni va tenir dues filles: Maria Carme i Maria Glòria.
Malgrat que la seva vida professional musical li aportà molts èxits i el feu conegut a tot l'estat, mai deixà el seu lloc de funcionari a l'Ajuntament de Barcelona i sempre compaginà aquestes dues feines. En la postguerra -i en temps de precarietat laboral, sobretot en camps com les arts i la cultura- la situació no permetia de portar a casa un sou estable.
Sempre cantà en llengua catalana i, per aquesta tasca de difusió de la cultura catalana, fou condecorat per l'Ajuntament de Barcelona i la Generalitat de Catalunya.

## Vida professional
Renom inicià la trajectòria musical quan ingressà a l'escolania de la parròquia de Sant Felip Neri. Quan complí els 16 anys entrà a la secció infantil de l'Orfeó Català, cosa que li permeté d'estudiar música i solfeig. Malgrat això, sempre va treballar de forma autodidacta, car els únics estudis musicals que rebé vingueren de la formació que oferia l'Orfeó. L'any 1932, quatre anys abans de la Guerra Civil, als seus 18 anys, entrà com a cantaire al cor principal de l'Orfeó Català. En formà part com a cantaire, i posteriorment com a solista, durant més de 50 anys.

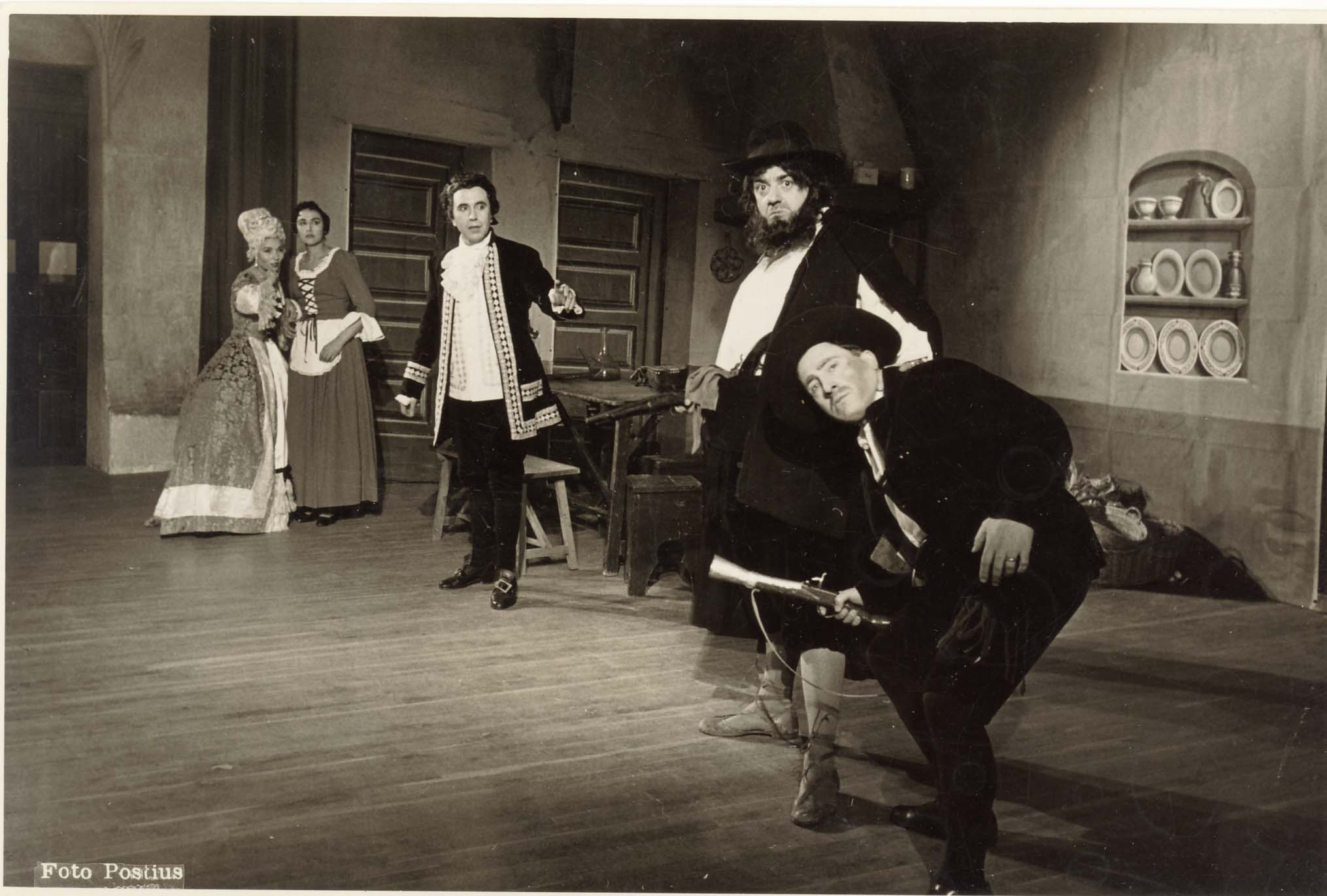
Any 1959. Imatge del Giravolt de Maig, d'Eduard Toldrà, òpera en què Renom interpretava el paper de Golferic

Només dos anys més tard entrà a formar part com a tenor primer al Quartet Vocal Orpheus, de forma paral·lela al lloc de cantaire a l'Orfeó. Els membres del quartet eren tots cantaires de l'Orfeó Gracienc, cor amb qui Gaietà Renom col·laborava sovint. El Quartet Orpheus feia cant a cappella de tota mena de repertori: cançó tradicional catalana, sardanes, música culta europea, religiosa i, fins i tot, jazz. El quartet obtingué un grau de reconeixement molt elevat a Barcelona, Catalunya i Espanya, fet que propicià que participés en nombroses pel·lícules espanyoles com El difunto es un vivo (1941) o Garbancito de la Mancha (1945). Aquesta darrera fou la primera pel·lícula de dibuixos animats espanyola.
L'any 1948 debutà al Gran Teatre del Liceu assumint el paper de Golferic a El giravolt de maig, òpera d'Eduard Toldrà. Un dels màxims èxits que tingué en el camp operístic fou la interpretació de l'òpera El Retablo del Maese Pedro de Manuel de Falla, que li permeté de fer una gira per Espanya i altres països estrangers acompanyats de diverses orquestres. L'òpera fou enregistrada quan s'interpretà al Palau de Chaillot de París.
Uns mesos més tard, també l'any 1948, fou nomenat solista de l'Orfeó Català, cosa que, amb el suport del director Lluís Maria Millet i Millet, el dugué al cim de la seva carrera musical com a tenor: 

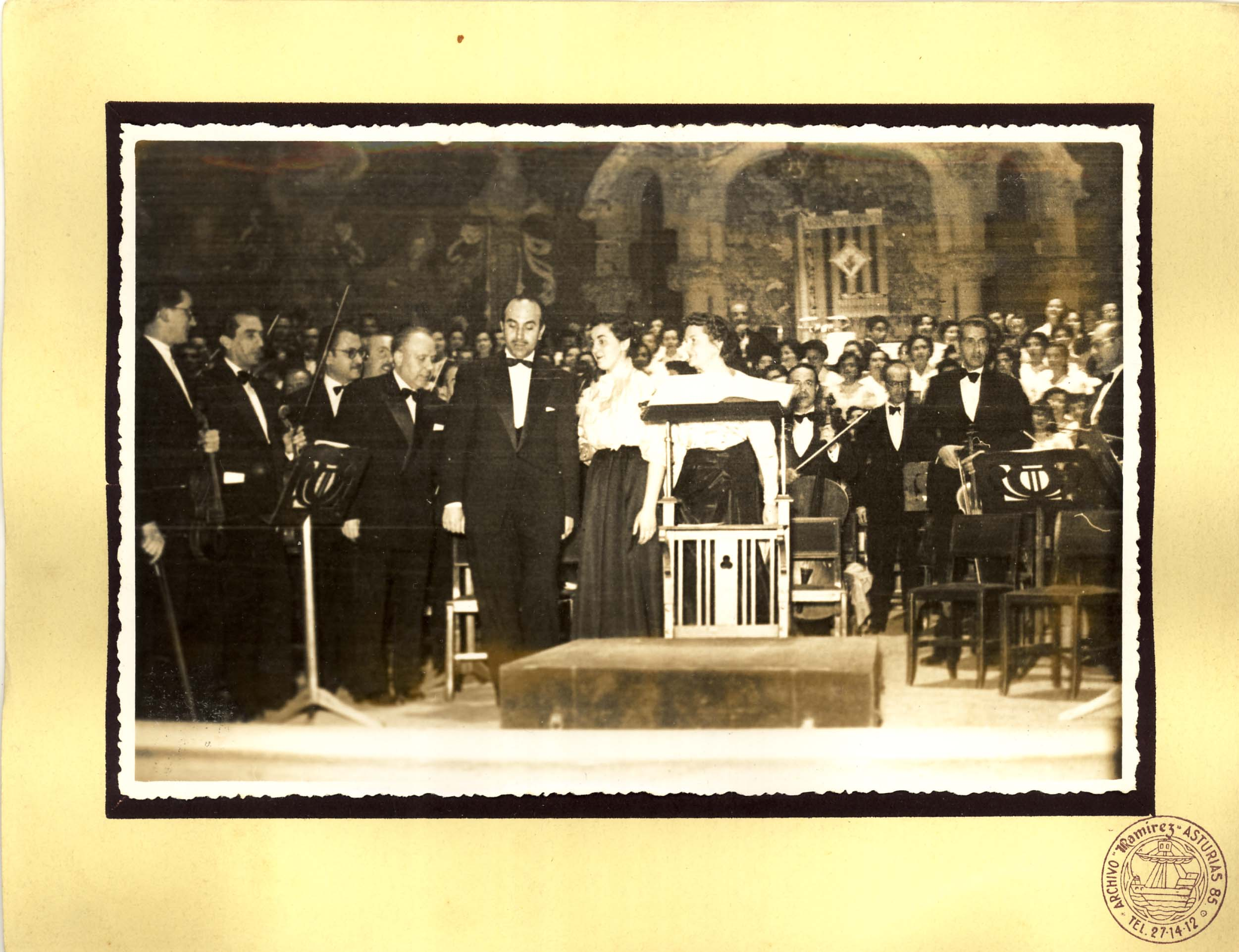
El Messies de G.F. Händel al Palau de la Música, interpretat per l'Orfeó Català. Gaietà Renom en fou solista

Destacaren les seves actuacions en grans produccions com l'Elies de Mendelssohn, l'any 1949; la Missa en Si menor de J. S. Bach; obres de F. J. Haydn, com l'òpera Der Apotheker (L'apotecari) o l'oratori les Estacions, entre moltes d'altres.
Ara bé, el seu major èxit durant la seva carrera com a tenor solista fou la interpretació del paper d'evangelista en la Passió segons Sant Mateu, de J. S. Bach. El febrer de l'any 1958, amb motiu del 50è aniversari del Palau de la Música, l'Orfeó Català va decidir d'interpretar la Passió segons Sant Mateu. Per voluntat del Mestre Lluís Millet, el paper d'evangelista fou encomanada a Renom. Des de l'octubre de 1956, Renom i Millet van treballar junts per preparar un paper que suposaria el més gran repte i una de les fites més destacables de la carrera i la vida del cantant. El tenor Ernst Haefliger, reconegut intèrpret de Bach, havia estat en un principi contractat per cantar el paper. Quan se li va proposar de cantar les àries de tenor, va mostrar-se refractari fins que va sentir la veu de Renom: "Estic impressionat d'haver trobat un artista com Gaietà Renom. Veritablement mai no m'hauria imaginat de trobar un artista tan excel·lent." La interpretació del tenor català és recordada com antològica.
Deixant de banda aquesta doble dedicació al Quartet Orpheus i a l'Orfeó Català, Renom col·laborà, moltes vegades de forma totalment desinteressada amb altres organitzacions i associacions musicals. Destacà com a col·laborador habitual de l'Orfeó Gracienc (ja que era el de la vila on cresqué), de l'Orfeó Lleidatà o la Coral Sant Jordi, entre molts d'altres.
Fou també un insigne liederista, puix cantà molts lieder de Schubert, Schumann, Beethoven o Grieg, amb la particularitat que els cantava traduïts al català. Malgrat això, fou molt més reconegut socialment pels seus més de dos-cents enregistraments de cançons populars catalanes i sardanes cantades.
Encara als anys 70 fou director, i col·laborador més tard, de l'Orfeó de les Corts, cor amb què mantenia una estreta relació des dels inicis de la seva llarga carrera musical.
Molt vinculat a Ripollet, on passava els estius des de petit, va ésser-ne enterrat al cementiri.

## Reconeixements
- La Generalitat de Catalunya li atorgà, l'any 1991, la Creu de Sant Jordi. Els motius del premi quedaren enunciats al Decret 50/1991:

"(…) Per haver-se dedicat a cantar en la nostra llengua arreu del país de manera distingida i en temps adversos. Pel seu impuls a la nostra música popular amb l'enregistrament de nombrosos discos"
- Fill predilecte de la ciutat de Barcelona

- L'Ajuntament de Barcelona li dedicà uns jardins d'interior d'illa al barri de les Corts, entre els carrers de Montnegre i Entença.

- Insígnia d'Or de l'Orfeó Català[6]